# St. Marien (Niedertiefenbach)

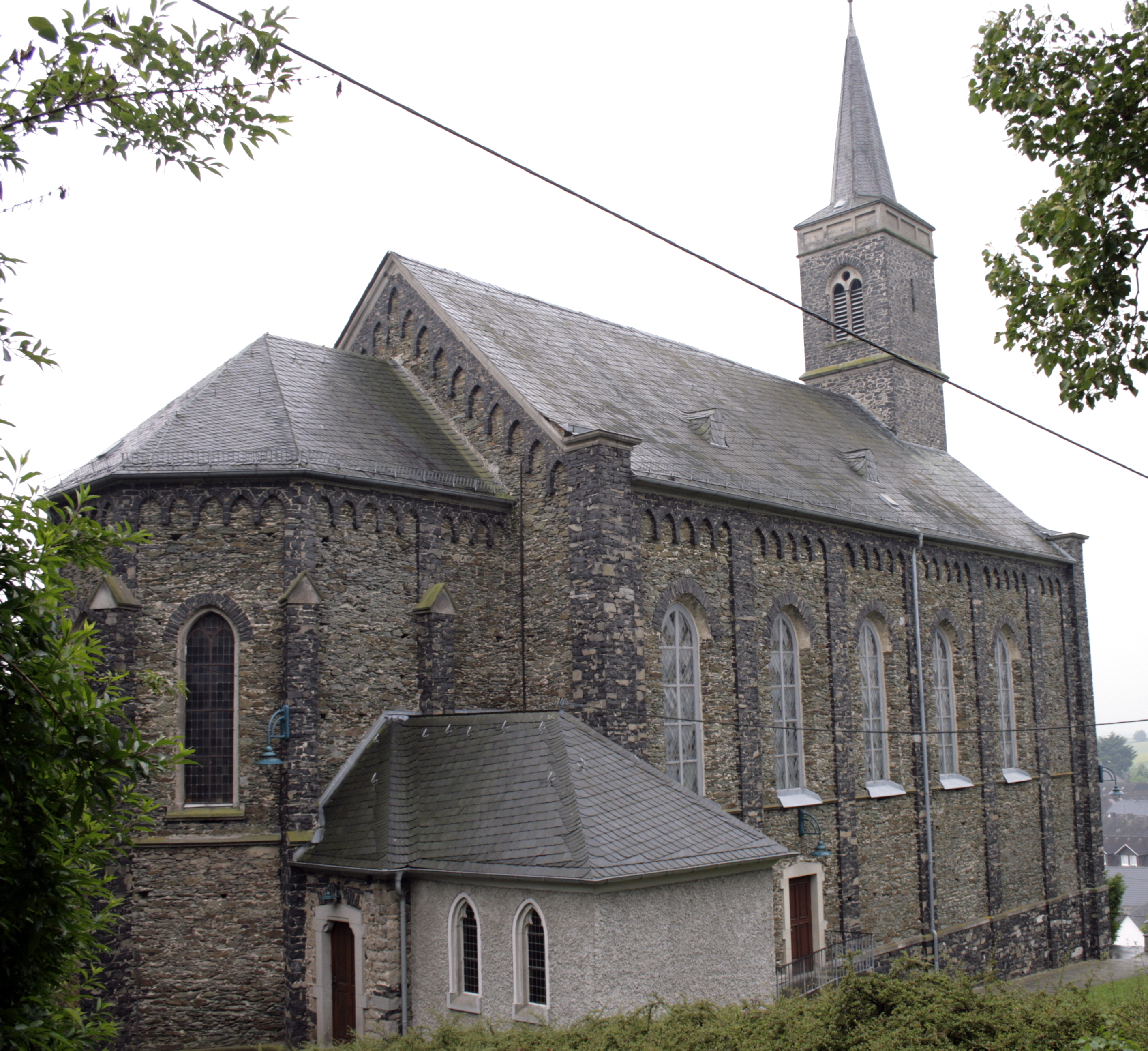
St. Marien (Niedertiefenbach)

Die römisch-katholische Kirche St. Marien ist ein denkmalgeschütztes Kirchengebäude, das in Niedertiefenbach steht, einem Ortsteil der Gemeinde Beselich im Landkreis Limburg-Weilburg (Hessen). Die Kirche gehört zur Pfarrei St. Johannes Nepomuk Hadamar im Bistum Limburg.

## Beschreibung
Im Frühjahr 1868 wurde die Vorläuferkirche abgerissen, weil sie für die wachsende Kirchengemeinde zu klein geworden war. Bereits 1856 hatte der Regierungsbaumeister Ludwig Preusser einen Entwurf für eine neugotische Saalkirche vorgelegt. Sie wurde aus unverputzten Bruchsteinen bis 1869 errichtet und hat einen eingestellten quadratischen Kirchturm im Westen und einen eingezogenen Chor mit dreiseitigem Abschluss im Osten. Der Sockel, die Lisenen und die Bogenfriese sind aus Basalt. Der Innenraum des Kirchenschiffs ist mit einer Flachdecke überspannt, der Chor mit einem Gewölbe. Die Orgel wurde im Jahr 1873 auf die Empore gebaut.